# Kristinsson
Kristinsson ist ein isländischer Name.

## Bedeutung
Der Name ist ein Patronym und bedeutet Kristinns Sohn. Die weibliche Entsprechung ist Kristinsdóttir (Kristinns Tochter).

## Namensträger
- Ari Kristinsson (* 1951), isländischer Kameramann
- Bjarni Thor Kristinsson (* 1967), isländischer Opernsänger
- Guðmundur Ingi Kristinsson (* 1955), isländischer Politiker
- Kristján Kristinsson (* 1998), isländischer Eishockeyspieler
- Kristófer Kristinsson (* 1999), isländischer Fußballspieler
- Ögmundur Kristinsson (* 1989), isländischer Fußballspieler
- Rúnar Kristinsson (* 1969), isländischer Fußballspieler
- Svavar Knútur Kristinsson, isländischer Singer-Songwriter